# SK플래닛 스타크래프트 II 프로리그 시즌 2
SK플래닛 스타크래프트 II 프로리그 시즌 2(SK Planet StarCraft II Proleague Season 2)는 프로리그의 17번째 시즌이고 KeSPA 주관 대한민국 스타크래프트 프로리그로는 9번째 시즌이자, 마지막 시즌이며 KeSPA 주관 대한민국 스타크래프트 II 프로리그로는 1번째시즌이기도 하며, SK플래닛의 스폰서로 진행되는 두 번째 시즌이다.

## 달라진 점
- 스타크래프트: 브루드 워와 스타크래프트 II: 자유의 날개를 병행하여 진행한다.
  - 1~3세트 스타크래프트1 3전 2선승(전반전), 4~6세트 스타크래프트2 3전 2선승(후반전)으로 진행하여 1:1 동률시 에이스결정전(최종전)을 스타크래프트2로 진행한다.
- 스타크래프트: 브루드 워의 마지막 리그이며. 스타크래프트 II의 첫 번째 리그.
- 한 종목에 출전한 선수는 다음세트는 무조건 다른 종목에 출전해야 한다. 예를 들어서 스타크래프트 브루드워 종목에 출전을 했을 경우 다음경기는 무조건 스타크래프트 II에 출전하여야 한다.(다만 에이스 결정전 제외)
- 라운드가 새로 시작될 때마다 교차 출전 기록이 리셋되어 1라운드 마지막 경기에 스타1에 출전했던 선수는 2라운드 첫 경기에도 스타크래프트 브루드워로 출전할 수 있다.
- MBC게임이 MBC뮤직으로 전환됨으로 인해 잠시 방송을 떠났던 김철민 캐스터가 복귀했다.
- 스타크래프트 브루드워를 2대0으로 이기고 스타2를 1대2로 져서 에이스 결정전에 가면 3대2인 상태로 에이스 결정전에 가는 기이한 상황이 일어난다. 그리고 에이스 결정전에서 팀이 이겨 2점을 얻어 3대3이 되는데 이후 한팀이 이기는 이상한 현상이 발생한다. 이는 전·후반전 3판 2선승제, 그리고 단판으로 지뤄지는 에이스결정전으로 나뉘어 진행이 되기 때문인데 다음 시즌부터는 스타크래프트 II로 종목을 완전 전환됨과 동시에 이런 현상도 사라질 것으로 보인다.
- 이번 프로리그부터 에이스결정전이 다시 부활하였다. 단, 에이스결정전 방식은 일부 변경되었다.
- 결승전에 온게임넷 해설진들 총출동. (1세트:전용준,김정민,박태민 2세트:김철민,유대현,이승원 3세트:정소림,김정민,유대현 4세트:성승헌,이승원,박태민 5세트:전용준,김정민,이승원)
- 프로리그 결승 시작전 E스포츠 명예의 전당 시상식이 열렸으며 이후 우정호선수의 특별영상이 상영되면서 박완규의 신곡이자 우정호 선수 추모곡인  sky full the stars가 나오게 되었다.(물론 박완규 씨가 직접 나온건 아니고 결승전 엔딩 크레딧에도  sky full the stars가 나오게 되었다)

## 리그개요

### 리그 일정
- 전체 일정 : 2012년 5월 20일 ~ 2012년 9월 22일

1라운드(T Map 라운드) 일정 : 2012년 5월 20일 ~ 2012년 6월 19일
2라운드(바스켓 라운드) 일정 : 2012년 6월 23일 ~ 2012년 7월 22일
3라운드(NATE 라운드) 일정 : 2012년 7월 23일 ~ 2012년 8월 26일
- 프로리그 포스트시즌 일정

준플레이오프 : 2012년 9월 1일 ~ 2012년 9월 4일
플레이오프 : 2012년 9월 7일 ~ 2012년 9월 11일
결승전 : 2012년 9월 22일

### 리그 중계진
- 토 12시: 전용준-김정민-박태민

- 토 15시: 성승헌-이승원-유대현

- 일 12시: 김철민-김정민-박태민

- 일 15시: 정소림-김정민-이승원

- 월 15시: 정소림-이승원-박태민

- 화 15시: 성승헌-김정민-유대현

- 결승전 1세트: 전용준-김정민-박태민
- 결승전 2세트: 김철민-유대현-이승원
- 결승전 3세트: 정소림-김정민-유대현
- 결승전 4세트: 성승헌-이승원-박태민
- 결승전 5세트: 전용준-김정민-이승원

## 시즌 순위
| 순위 | 팀            | 경기수 | 승 | 패 | 승률  | 득실점 | 개인승 | 개인패 | 벌점 | 포스트 시즌    |
| ---- | ------------- | ------ | -- | -- | ----- | ------ | ------ | ------ | ---- | -------------- |
| 1    | 삼성전자 칸   | 21     | 12 | 9  | 57.1% | 13     | 64     | 51     | 0    | 결승전 직행    |
| 2    | CJ 엔투스     | 21     | 12 | 9  | 57.1% | 3      | 59     | 56     | 0    | 플레이오프     |
| 3    | 제8프로게임단 | 21     | 12 | 9  | 57.1% | 2      | 61     | 58     | 1    | 4강 플레이오프 |
| 4    | SK텔레콤 T1   | 21     | 12 | 9  | 57.1% | -1     | 54     | 55     | 0    | 4강 플레이오프 |
| 5    | 웅진 스타즈   | 21     | 11 | 10 | 52.4% | 19     | 66     | 47     | 0    |                |
| 6    | STX SouL      | 21     | 11 | 10 | 52.4% | 0      | 60     | 60     | 0    |                |
| 7    | KT 롤스터     | 21     | 9  | 12 | 42.9% | -5     | 57     | 62     | 0    |                |
| 8    | 공군 ACE      | 21     | 5  | 16 | 25.0% | -32    | 36     | 68     | 0    |                |

- 매주 끝나는 수요일에 업데이트 됩니다.
- 출처 : 한국 e스포츠 협회 공식 홈페이지 www.e-sports.or.kr

### 프로리그 포스트시즌

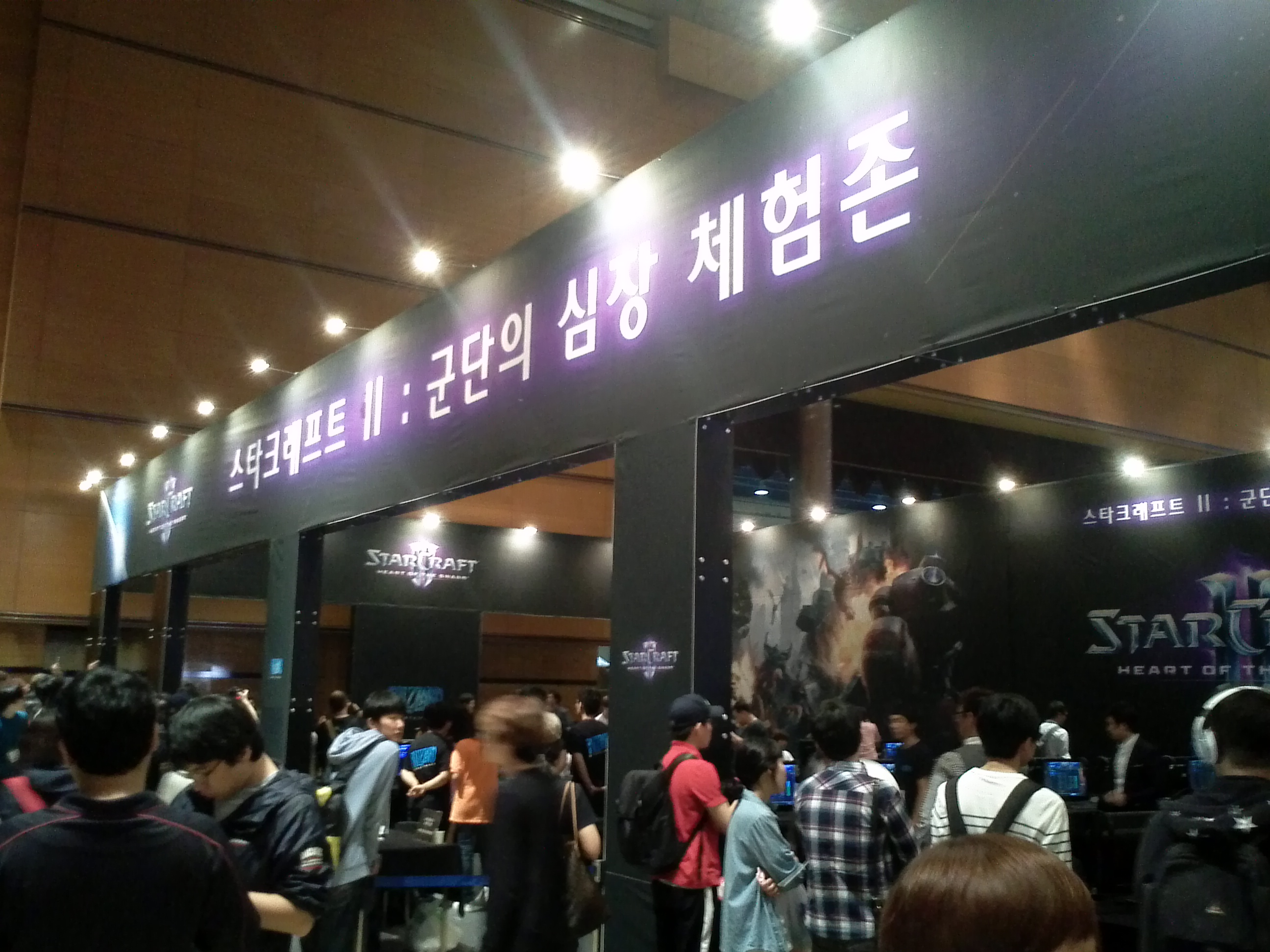
군단의 심장 체험회

## 대회 결과

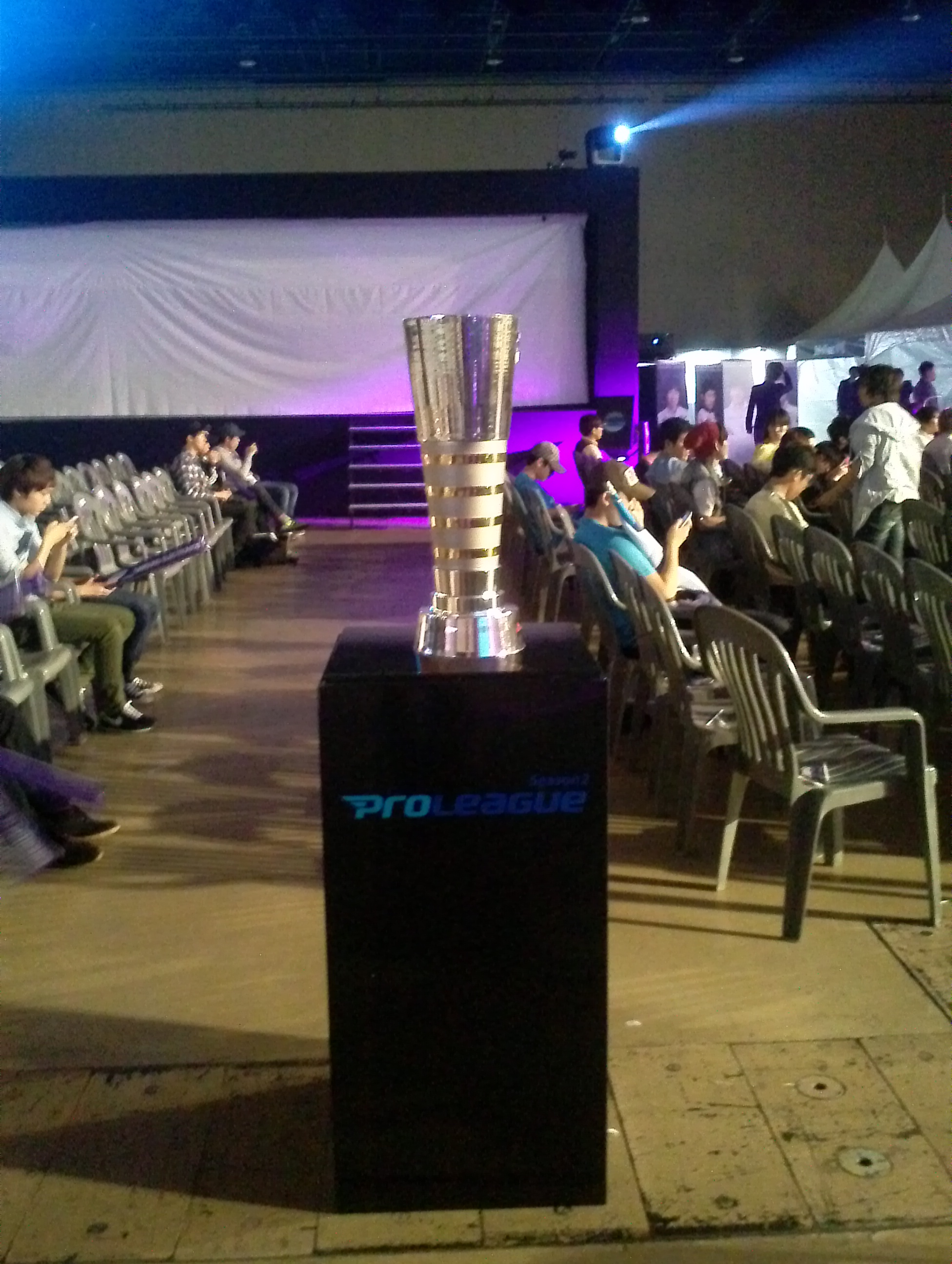
우승 트로피

## 결과
순위:[승률]→[득실차]→[다승] 순